# Ritratto d'ignoto marinaio
Il Ritratto d'ignoto marinaio è un dipinto a olio su tavola (31x24,5 cm) di Antonello da Messina, datato tra il 1465 e il 1476 circa e conservato nel Museo Mandralisca di Cefalù.

## Storia
Non si conoscono le circostanze della commissione del dipinto né la sua collocazione originaria. Secondo tradizione orale venne regalato al barone di Mandralisca sull'isola di Lipari, dove pare che fosse utilizzato come sportello dallo speziale.
La storia viene ripresa da Vincenzo Consolo nell'opera Il sorriso dell'ignoto marinaio che fa riferimento ai fatti di Bronte del 1860 (rivendicazione dei terreni da parte dei contadini a seguito dell'arrivo di Garibaldi).
Il protagonista Mandralisca di Cefalù, al quale venne regalato il quadro nell'isola di Lipari, comprende la teoresi della no storia e si fa portavoce dell'animo infelice dei siciliani. Teoria supportata da Verga cento anni prima.
La tavoletta, già sfregiata in antico, venne restaurata nel XIX secolo a Firenze e poi di nuovo nel 1950-1953 dall'Istituto Centrale del Restauro di Roma. L'ultimo intervento in ordine cronologico risale al 1981.

## Descrizione e stile
L'opera, in base a recenti scoperte e studi dovrebbe ritrarre Francesco Vitale da Noja, precettore e segretario di Ferdinando il cattolico e ambasciatore e vescovo di Cefalù e non un uomo sconosciuto, vestito secondo alcuni da marinaio dell'epoca e indossante una berretta nera. Roberto Longhi smentì questa attribuzione tradizionale, indicando piuttosto il ritratto di un barone o di un uomo facoltoso, ma la fama del dipinto, alimentata anche da saggi e romanzi, era tale per cui ancora oggi viene indicato come "il sorriso dell'ignoto marinaio".
La posa è di tre quarti, lo sfondo scuro e la rappresentazione essenziale derivano dai modelli fiamminghi, in particolare Petrus Christus che forse Antonello conobbe direttamente in Italia. La gamma di colori usata è limitata a poche sfumature di bianco e nero su cui risalta il volto dell'effigiato, dall'incarnato rossiccio. Il sorriso enigmatico e lo sguardo rivolto allo spettatore sono tra i migliori esempi dell'arguzia ritrattistica di Antonello, capace di dare ai suoi personaggi una forte carica psicologica.
La luce è radente e illumina il volto come se si affacciasse da una nicchia, facendo emergere gradualmente i lineamenti. L'uso dei colori a olio permette poi un'acuta definizione della luce, con morbidissimi passaggi tonali, che riescono a restituire la diversa consistenza dei materiali.
A differenza dei pittori fiamminghi, Antonello utilizzò anche una salda impostazione volumetrica della figura, con semplificazioni dello stile "epidermico" dei fiamminghi, che gli permise di concentrarsi su altri aspetti, quali il dato fisiognomico individuale e la componente psicologica.